# 絆 -きずな-
『絆 -きずな-』は、1998年に制作された日本映画。

## キャスト
- 伊勢孝昭 / 芳賀哲郎：役所広司
- 佐古章生：渡辺謙
- 布田今日子：麻生祐未
- 茅野誠：中村嘉葎雄
- 布田昌志：斎藤洋介
- 三宅慎二：木下ほうか
- 藤城千佳子：土屋久美子
- 馬渕薫：川井郁子
- 大久保刑事：池内万作
- 岡堀宏：加藤善博
- 小橋副総監：津川雅彦
- 佐々木邦弘：夏八木勲
- 芳賀正彦：田中健
- 芳賀文江：萩尾みどり
- 医者：ベンガル
- 曽我夫人：加藤治子
- 曽我園長：内藤武敏
- 木部和夫：中原丈雄
- 押田刑事：渡辺哲
- 西地圭介：井上肇
- 長富茂：鶴田忍
- 星野：新納敏正
- まりえ：筒井真理子
- 出前持ち：大森嘉之
- 吉本刑事：中村方隆
- 片倉：大河内浩
- 佐恵子：日向明子
- 池尻：野上正義
- 幼少の哲郎：古橋俊太
- 幼少の薫：大塚早姫
- 幼少の慎二：皆川将也
- 幼少の千佳子：田畑綾佳
- 支配人：谷川俊
- 妊婦：森みつえ
- 伊勢商事社員：楠美聖寿

## スタッフ
- 製作：中川敬
- 原作：白川道『海は涸いていた』（新潮文庫）
- プロデューサー：本間英行、釜秀樹
- 脚本：荒井晴彦
- 音楽：朝川朋之
- 撮影：丸池納
- 照明：望月英樹
- 美術：部谷京子
- 録音：宮内一男
- 編集：鈴木晄
- 助監督：米田興弘
- 製作担当者：金澤清美
- 音楽プロデューサー：岩瀬政雄、小倉起
- 音楽ミキサー：大野映彦
- 監督助手：竹下昌男、滝井宏之、神戸明、岡元洋
- 撮影助手：笠告誠一郎、山内匤、沖岳史
- 協力撮影：大嶋博樹、野口勝己、斉川仁、田口晴久、佐光朗
- 録音助手：矢野正人、藤本賢一、酒井順
- 照明助手：蝶谷幸士、斉藤薫、川辺隆之、加藤桂史、三田村拓、小笠原篤志、鹿毛剛
- 照明機材：二見弘行
- 特殊機械：三輪野勇、宮川光男
- 美術助手：瀬下幸治、五十苅知子、川合重則
- 装置：柳堀蓑一
- 組付：大嶋聡
- 装飾小道具：多胡啓一、田中良直、うてなまさたか、山内康裕
- 衣装：川崎健二、松山さと子
- スタイリスト：中村愼子
- ヘアー・メイク：藤懿裕美子、平野敬恵
- スプリクター：白鳥あかね
- スチール：野上哲夫、一色一成
- 編集助手：高橋幸一、穂垣順之助
- ネガ編集：奥原好幸
- 音響効果：佐々木英世、岡瀬晶彦、西村洋一
- 調音エンジニア：多良政司、石井秀明、浅梨なおこ
- 擬斗：宇仁貫三
- 俳優係：城戸史朗
- 刺青：霞涼二
- 製作係：福塚孝哉、清水俊文、川田尚広、毛利達也
- 監督：根岸吉太郎
- 製作：東宝映画
- 配給：東宝

## 映像ソフト化
- （日本語）『絆 -きずな-』（DVD）東宝DVD、2004年6月25日。ASIN B00020IN9S。

## 受賞歴
- 第8回日本映画批評家大賞
  - 作品賞（1998年度）
  - 男優賞（1998年度）渡辺謙
  - 新人賞（1998年度）川井郁子
- 第72回キネマ旬報ベスト・テン
  - 日本映画ベスト・テン第10位
  - 読者選出日本映画ベスト・テン第9位